# A Lyga 2020
La A Lyga 2020 fue la edición número 31 de la A Lyga. La temporada comenzó el 6 de marzo y terminó el 14 de noviembre. 
Žalgiris se coronó campeón ganando su octavo título de liga, tras derrotar en la última fecha por 3-0 al Sūduva, campeón de las últimas 3 temporadas. Con este título Žalgiris alcanzó en ligas al desaparecido FBK Kaunas.

## Sistema de competición
Los seis equipos participantes jugaron entre sí todos contra todos seis veces totalizando 20 partidos partidos cada uno, al término de las 20 fechas el primer clasificado obtuvo un cupo para la primera ronda de la Liga de Campeones 2021-22, mientras que el segundo y tercer clasificado obtuvieron un cupo para la primera ronda de la Liga de Conferencia Europa 2021-22.
Un tercer cupo para la primera ronda de la Liga de Conferencia Europa 2021-22 fue asignado al campeón de la Copa de Lituania.

## Licencia de Clubes
Los 5 mejores equipos de la temporada pasada: Sūduva, Žalgiris, Riteriai , Kauno Žalgiris y el Panevėžys cumplieron con la licencia y jugaran la A Lyga 2020. Descalificado Palanga y Atlantas.
El Džiugas actual campeón de la 1 Lyga no pudo conseguir la licencia y por lo tanto no jugara en la A Lyga 2020. El Banga que ganó el Play-off de relegación ante el Palanga, si pudo conseguir la licencia. Por lo tanto la liga se jugará con 6 equipos

## Equipos participantes
| Equipo         | Ciudad      | Estadio                                     | Capacidad |
| -------------- | ----------- | ------------------------------------------- | --------- |
| Banga          | Gargždai    | Gargždai Stadium                            | 2.323     |
| Kauno Žalgiris | Kaunas      | Kauno Žalgirio futbolo akademijos stadionas | 500       |
| Panevėžys      | Panevėžys   | Estadio Aukštaitija                         | 3.000     |
| Riteriai       | Vilnius     | Estadio LFF                                 | 5.400     |
| Sūduva         | Marijampolė | Hikvision Arena                             | 6250      |
| Žalgiris       | Vilnius     | Estadio LFF                                 | 5.400     |

### Ascensos y descensos
| Pos. | Ascendido de 1 Lyga 2019 |
| ---- | ------------------------ |
| 2    | Banga                    |

| Pos. | Descendido de A Lyga 2019 |
| ---- | ------------------------- |
| 6    | Atlantas                  |
| 7    | Palanga                   |
| 8    | Stumbras                  |

## Clasificación
| Pos. | Equipo         | Pts. | PJ | G  | E | P  | GF | GC | Dif. | Clasificación 2021–22                          |
| ---- | -------------- | ---- | -- | -- | - | -- | -- | -- | ---- | ---------------------------------------------- |
| 1    | Žalgiris (C)   | 45   | 20 | 14 | 3 | 3  | 41 | 14 | +27  | Primera ronda de la Liga de Campeones          |
| 2    | Sūduva         | 43   | 20 | 13 | 4 | 3  | 32 | 18 | +14  | Primera ronda de la Liga de Conferencia Europa |
| 3    | Kauno Žalgiris | 38   | 20 | 12 | 2 | 6  | 29 | 18 | +11  | Primera ronda de la Liga de Conferencia Europa |
| 4    | Banga          | 16   | 20 | 3  | 7 | 10 | 16 | 30 | −14  |                                                |
| 5    | Panevėžys      | 12   | 20 | 2  | 6 | 12 | 19 | 38 | −19  | Primera ronda de la Liga de Conferencia Europa |
| 6    | Riteriai       | 12   | 20 | 2  | 6 | 12 | 17 | 38 | −21  |                                                |

Actualizado a los partidos jugados el 14 de noviembre de 2020.
 Fuente: Soccerway
Notas:
1. ↑  El Panevėžys se clasificó a la Primera ronda de la Liga de Conferencia Europa de la UEFA 2021-22 tras ganar la Copa de Lituania 2020.

## Resultados
| Local \ Visitante | BAN | KAU | PAN | RIT | SUD | ZAL |
| ----------------- | --- | --- | --- | --- | --- | --- |
| Banga             | —   | 1–1 | 2–0 | 1–1 | 0–2 | 0–1 |
| Kauno Žalgiris    | 2–0 | —   | 2–0 | 2–1 | 0–1 | 0–1 |
| Panevėžys         | 2–1 | 0–2 | —   | 2–1 | 1–3 | 1–2 |
| Riteriai          | 0–1 | 0–3 | 1–1 | —   | 1–3 | 0–7 |
| Sūduva            | 1–0 | 1–0 | 3–0 | 1–0 | —   | 1–1 |
| Žalgiris          | 0–0 | 2–3 | 4–0 | 0–1 | 4–0 | —   |

| Local \ Visitante | BAN | KAU | PAN | RIT | SUD | ZAL |
| ----------------- | --- | --- | --- | --- | --- | --- |
| Banga             | —   | 1–2 | 3–3 | 1–1 | 1–2 | 0–4 |
| Kauno Žalgiris    | 2–3 | —   | 3–2 | 1–0 | 3–0 | 0–1 |
| Panevėžys         | 1–1 | 0–1 | —   | 1–1 | 1–1 | 1–2 |
| Riteriai          | 4–0 | 0–1 | 1–1 | —   | 1–2 | 2–2 |
| Sūduva            | 0–0 | 1–1 | 1–0 | 7–1 | —   | 2–0 |
| Žalgiris          | 1–0 | 3–1 | 3–2 | 1–0 | 3–0 | —   |

## Goleadores
Fuente: Soccerway
| Pos. | Jugador          | Club           | Goles |
| ---- | ---------------- | -------------- | ----- |
| 1    | Hugo Vidémont    | Žalgiris       | 13    |
| 2    | Josip Tadić      | Sūduva         | 11    |
| 3    | Linas Pilibaitis | Kauno Žalgiris | 8     |
| 4    | Liviu Antal      | Žalgiris       | 6     |
| 5    | Jorge Elias      | Panevėžys      | 5     |